# Zofia Czechowska
Zofia Czechowska ps. „Zosia”, „Zosia II” (ur. 24 listopada 1923 w Warszawie, zm. 12 czerwca 2006 w Warszawie) – łączniczka i kolporterka prasy 2. plutonu „Baszty”, potem Kedywu, w powstaniu warszawskim sanitariuszka i łączniczka batalionu „Zośka”, z zawodu inżynier chemik. Dama orderu Virtuti Militari.

## Życiorys
Zofia Czechowska urodziła się w Warszawie jako córka inżyniera budowlanego Wacława i Heleny z d. Charelik. W latach 1929–1935 była uczennicą Prywatnej Szkoły Powszechnej ss. Zmartwychwstanek, w 1939 roku po ukończeniu 6 klas Gimnazjum im. A. Piłsudskiej uzyskała małą maturę. Od początku okupacji uczęszczała na tajne komplety zorganizowane przez tę szkołę. Po zezwoleniu władz okupacyjnych na otwarcie i działania szkół zawodowych zaczęła naukę w Państwowym Liceum Chemiczno-Ceramicznym przy ul. Hożej 88, które ukończyła w 1942 roku. Przez kolejne dwa lata studiowała na tajnych kompletach Wydziału Chemii Politechniki Warszawskiej.
W lipcu 1940 roku została zaprzysiężona w Związku Walki Zbrojnej jako „Zosia” bądź „Zosia II”. Początkowo pełniła funkcję łączniczki i kolporterki prasy konspiracyjnej w 2. plutonie „Baszty”. W 1941 roku została służbowo przeniesiona do oddziału dyspozycyjnego „Kolegium A” Kedywu Okręgu Warszawskiego AK na Żoliborz pod dowództwo por. Stanisława Sosabowskiego ps. „Stasinek”. Brała udział w akcjach tego oddziału i angażowała się w pomoc Żydom. Wraz z bratem Stanisławem, jego narzeczoną Haliną Grabowską i Janiną Wowkowiczówną pomagali koleżance Żydówce Wandzie Lubelskiej i jej rodzinie, zamkniętym w getcie. W marcu 1944 roku udało jej się uratować synka Zofii i Kazimierza Jakubowskich, aresztowanych i zamordowanych w czasie śledztwa przez Gestapo. Weszła do ich mieszkania w czasie gdy Niemcy robili rewizję, przedstawiła się jako opiekunka do dziecka, uspokoiła chłopca i wyniosła z domu. Niemcy zatrzymali wówczas jej kenkartę, dlatego zmuszona była ukrywać się do wybuchu powstania warszawskiego, a także przerwać studia.
W powstaniu warszawskim była sanitariuszką i łączniczką w składzie batalionu „Zośka”. Ze swoim oddziałem brała udział w walkach na Woli i na Starym Mieście. Była sanitariuszką w szpitalu powstańczym „Pod Krzywą Latarnią” przy ul. Podwale 25. Z grupą rannych ze szpitala przeszła kanałami do Śródmieścia. Z „Kolegium A” i „Zośka” walczyła od 4 września na Czerniakowie. Stamtąd w czasie ewakuacji nocą z 16 na 17 września udało jej się wraz z rannymi przeprawić pontonem saperów 1 Armii Wojska Polskiego na Saską Kępę. Została wcielona razem z Danutą Mancewicz ps. „Danka” do Armii Berlinga, jednak wkrótce obie zdołały uciec, przechodząc po zamarzniętej Wiśle na Żoliborz.

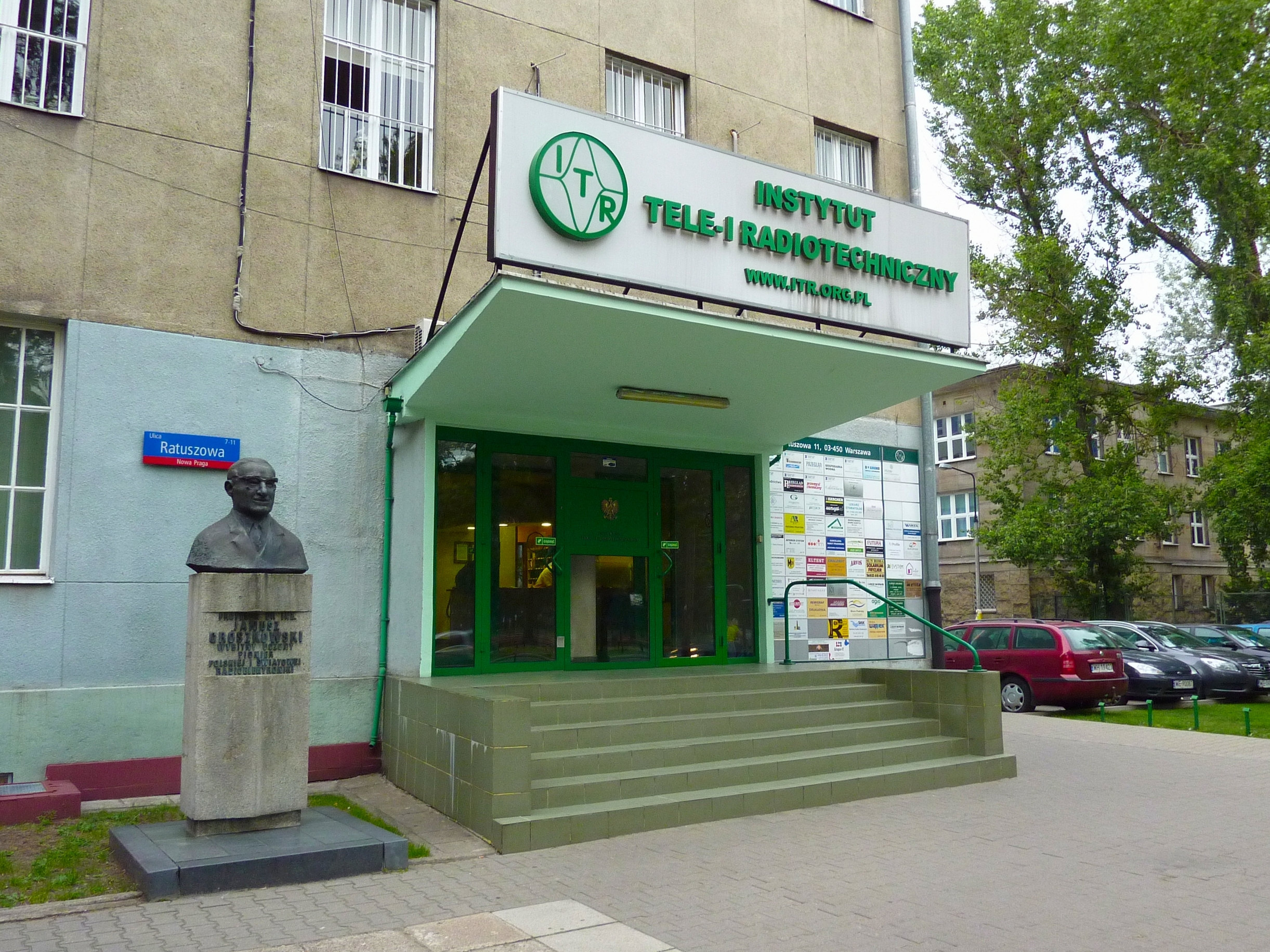
Instytut Tele- i Radiotechniczny, Warszawa

Po wojnie, od 1946 roku, kontynuowała studia chemiczne, najpierw na Politechnice Łódzkiej, a od 1948 roku na Wydziale Chemii Politechniki Warszawskiej. W 1950 roku rozpoczęła pracę w Instytucie Przemysłu Szkła i Ceramiki jako starszy asystent. Studia ukończyła 30 października 1952 roku w zakresie technologii ceramiki, uzyskawszy tytuł inżyniera chemika i magistra nauk technicznych.
W latach 1954–1958 pracowała w Zakładach Ceramiki Radiowej, a przez następne dwa lata w Instytucie Badań Jądrowych na stanowisku starszego asystenta. W 1960 roku została adiunktem w Instytucie Tele- i Radiotechnicznym i pracowała tam do 1979 roku, kiedy przeszła na emeryturę. W latach 90. XX w. pracowała społecznie w Centrum Kobiet na Bielanach w kole dzielnicowym Unii Wolności. W 2002 roku przeszła ciężki wylew i po pobycie w szpitalu do śmierci mieszkała w Warszawie.

## Życie prywatne
Zofia Czechowska w powstaniu straciła narzeczonego, Antka Wojciechowskiego, który ranny w nogi przebywał w szpitalu Św. Łazarza, gdzie został zamordowany przez Niemców 6 sierpnia 1944 roku wraz z innymi rannymi. Straciła także dwóch braci i siostrę Irenę ps. „Basia”. Brat Stanisław został rozstrzelany 3 grudnia 1943 roku w egzekucji przy ul. Puławskiej. Rodziny własnej nie założyła.

## Odznaczenia
Zofia Czechowska została odznaczona Krzyżem Srebrnym Orderu Wojennego Virtuti Militari za udział w powstaniu warszawskim. Ze względu na brak dokumentu nadania, order zweryfikowany został dopiero w grudniu 1965 roku przez Główną Komisję ds. Weryfikacji Odznaczeń, przez ZG ZBoWiD z nr. zaśw. DK-05102/W. Została także odznaczona:
- 1959 – Krzyż Walecznych
- 1969 – Krzyż Armii Krajowej
- 1973 – Medal za Warszawę 1939-1945
- 1974 – Odznaka Grunwaldzka
- 1982 – Warszawski Krzyż Powstańczy
- W 1997 została mianowana na stopień podporucznika, a w 2001 awansowała na stopień porucznika.